# Discocarpus essequeboensis
Discocarpus essequeboensis är en emblikaväxtart som beskrevs av Johann Friedrich Klotzsch. Discocarpus essequeboensis ingår i släktet Discocarpus och familjen emblikaväxter. Inga underarter finns listade i Catalogue of Life.